# 澳洲真鮰
澳洲真鮰為輻鰭魚綱鯰形目北美鯰科真鮰屬的其中一種，於1904年由Seth Eugene Meek描述，分布於中美洲墨西哥的淡水流域。